# Фінал кубка України з футболу 2024
Фінал кубка України з футболу 2024 року — 31-й фінал Кубка України з футболу, що відбувся 15 травня 2024 року в місті Рівне на стадіоні «Авангард». У матчі взяли участь полтавська «Ворскла» та донецький «Шахтар», які виступають в українській Прем'єр-лізі. «Шахтар» вийшов у фінал Кубка України 20-й раз, а «Ворскла» втретє.

## Шлях до фіналу
| Шахтар        | Шахтар    | Раунд       | Ворскла         | Ворскла   |
| ------------- | --------- | ----------- | --------------- | --------- |
| Суперник      | Результат |             | Суперник        | Результат |
| «Верес»       | 0:3       | 1/8 фіналу  | «Металіст 1925» | 0:3       |
| «Вікторія»    | 0:3       | Чвертьфінал | «Оболонь»       | 0:3       |
| «Чорноморець» | 1:4       | Півфінал    | «Полісся»       | 0:1       |

## Матч
| 15 травня 2024 18:00 |

| «Ворскла»    | 1:2      | «Шахтар»              |
| ------------ | -------- | --------------------- |
| Ковталюк 85' | Протокол | Сікан 40' Конопля 56' |

| «Авангард», Рівне Глядачів: 3 500 Арбітр: Віталій Романов |

| «Ворскла» · Полтава | «Шахтар» · Донецьк |

| «Ворскла»:         |    |                    |         |
|                    |    |                    |         |
| ВР                 | 7  | Павло Ісенко       |         |
| ЗХ                 | 27 | Ілля Крупський     |         |
| ЗХ                 | 18 | Євген Павлюк       |         |
| ЗХ                 | 44 | Данііл Хрипчук     | 90+1'   |
| ЗХ                 | 4  | Ігор Пердута ()    |         |
| ЦП                 | 5  | Наджееб Якубу      | 58'     |
| ЦП                 | 6  | Олександр Скляр    | 68'     |
| ЦП                 | 33 | Сергій Мякушко     | 58'     |
| ПП                 | 15 | Ібраїм Кане        |         |
| ЛП                 | 11 | Руслан Степанюк    | 68'     |
| НП                 | 92 | Самбу Сіссоко      | 85'     |
| Заміни:            |    |                    |         |
| ВР                 | 61 | Олександр Домолега |         |
| ЦЗ                 | 5  | Лукас Рамірес      |         |
| ЦЗ                 | 95 | Феліпе Родрігес    | 85'     |
| ПЗ                 | 38 | Артем Челядін      | 68'     |
| ПЗ                 | 30 | Іван Нестеренко    | 58'     |
| ПЗ                 | 77 | Ардіт Толі         |         |
| НП                 | 22 | Микола Ковталюк    | 68'     |
| ЦЗ                 | 29 | Андрій Бацула      | 58' 87' |
| НП                 | 57 | Тарас Галас        |         |
| Головний тренер:   |    |                    |         |
| Сергій Долганський |    |                    |         |

| «Шахтар»:        |    |                      |           |
|                  |    |                      |           |
| ВР               | 31 | Дмитро Різник        | 90+3'     |
| ЗХ               | 16 | Іраклі Азаров        |           |
| ЗХ               | 22 | Микола Матвієнко     |           |
| ЗХ               | 5  | Валерій Бондар       |           |
| ЗХ               | 26 | Юхим Конопля         |           |
| ПЗ               | 6  | Тарас Степаненко ()  | 74'       |
| ПЗ               | 8  | Дмитро Криськів      | 90+1'     |
| ПЗ               | 21 | Артем Бондаренко     |           |
| ЛП               | 27 | Кевін                |           |
| ПП               | 11 | Олександр Зубков     | 81'       |
| НП               | 14 | Данило Сікан         | 81'       |
| Заміни:          |    |                      |           |
| ВР               | 1  | Артур Рудько         |           |
| ЗХ               | 23 | Педріньйо            |           |
| ПЗ               | 13 | Георгій Гочолейшвілі |           |
| ПЗ               | 44 | Ярослав Ракіцький    |           |
| ЗХ               | 29 | Єгор Назарина        |           |
| ПЗ               | 9  | Мар'ян Швед          | 81'       |
| ПЗ               | 39 | Невертон             |           |
| НП               | 2  | Лассіна Траоре       | 81' 90+1' |
| ПЗ               | 30 | Марлон Гомес         | 74'       |
| Головний тренер: |    |                      |           |
| Маріно Пушич     |    |                      |           |

| Офіційні особи - Асистенти арбітра: - Семен Шлончак (Черкаси) - Володимир Висоцький (Запоріжжя) - Четвертий арбітр: Андрій Шандор (Львів) - Додатковий асистент арбітра: Марина Стрілецька (Суми) - Спостерігач арбітражу: Віктор Дердо (Чорноморськ). - Арбітр ВАР — Олексій Деревінський (Хмельницький) - Асистент ВАР — Руслан Єрмоленко (Чернігів) - Спостерігач ВАР — Михайло Овчар (Калуш). - Делегат УАФ — Василь Бабій (Житомир). | Регламент - 90 хвилин. - 30 хвилин додаткового часу за необхідності. - Серія пенальті за необхідності. - Дев'ять гравців на заміні. - Максимум п'ять замін (+1 у випадку додаткового часу). |

| Володар кубка України 2024 |
| -------------------------- |
|                            |
| Шахтар 14-й раз            |